# Феррейра, София
София ди Оливейра Феррейра (порт. Sofia de Oliveira Ferreira; 1922—2010) — деятельница Португальской коммунистической партии (ПКП), на протяжении 13 лет бывшая политзаключённой за свою оппозицию режиму «Нового государства».

## Биография
София Феррейра родилась 1 мая 1922 года в бедной семье сельскохозяйственных рабочих в Альандре в португальском муниципалитете Вила-Франка-де-Шира. Её сёстры Жоржетт и Мерседес Феррейра также стали видными активистками коммунистической партии. К десяти годам София вместе с матерью работала на земле, а в 12-летнем возрасте перебралась жить к своим крестным родителям в Лиссабон, где вела их домашнее хозяйство и ухаживала за пожилыми. Только тогда у неё появилась возможность научиться читать — её соседка обучила её грамоте и базовым математическим навыкам. В 20 лет она начала работать прислугой в частном доме.
Феррейра вступила в нелегальную Португальскую коммунистическую партию (ПКП) в 1945 году. Хотя она старше Жоржетты и Мерседес, но в партию из всех сестёр вступила последней. В 1946 году её отправили на подпольную работу в Фигейра-да-Фош. В течение двух лет она жила и работала в изолированном доме на ферме, где размещалась типография для публикации органа ПКП O Militante и других пропагандистских материалов. Затем её перевели в Лузу, где 25 марта 1949 года она (использовавшая тогда псевдоним «Элвира») была схвачена тайной полицией PIDE наряду с руководителями партии — Милитаном Рибейру Беса и фактическим лидером ПКП Алвару Куньялом.
Феррейра подвергалась длительным допросам с применением пыток в штаб-квартире PIDE в Порту. Поскольку она отказалась давать какие-либо показания или подписывать протоколы допросов, её затем продержали в полной изоляции в течение шести месяцев, при этом свидания разрешались только каждые 15 дней и всего на 15 минут. В мае 1950 года она была приговорена к 18 месяцам тюремного заключения, но срок затем продлевался, и окончательно она освободилась только в феврале 1953 года. Затем она переехала в Порту, где вновь занялась партийной работой в местной ячейке ПКП. В 1957 году, хотя она и не участвовала лично в нелегальном V съезде ПКП, но была избрана кандидатом в члены ЦК Португальской коммунистической партии.
Феррейра была вновь задержана 28 мая 1959 года в Лиссабоне вместе со своим партнёром Антониу Санту. Год спустя её судили и приговорили к 5 годам и 6 месяцам лишения свободы, однако в итоге продержали в тюрьме Кашиас под Лиссабоном целых 9 лет и 3 месяца, регулярно наказывая за малейшее нарушение. Ей редко разрешали свидания и отказали в возможности присутствовать на похоронах матери в 1965 году.
Феррейра была освобождена 6 августа 1968 года. В ноябре она вышла замуж за Антониу Санту, которого также недавно освободили, и вскоре после этого они тайно уехали в Советский Союз, где провели 18 месяцев, пытаясь оправиться от тюремного опыта. В этот период она побывала в составе португальской делегации на Всемирном конгрессе женщин 1969 года в Хельсинки. По возвращении в Португалию супруги возобновили подпольную деятельность — сначала в Сетубале, а затем в Лиссабоне.
Революция гвоздик 24 апреля 1974 года привела к свержению режима «Нового государства». Феррейра оставалась членом ЦК ПКП до 1988 года. С 1987 года она была членом рабочей группы по историческому архиву ПКП. Она умерла в Лиссабоне 22 апреля 2010 года.